# Gommer Höhenweg
Der Gommer Höhenweg ist einer der bekanntesten Höhenwanderungen in der Schweiz. Er wurde 1976 eröffnet und führt von Bellwald (1559 m ü. M.) über Münster VS (1380 m) nach Oberwald (1368 m). Höchster Punkt ist Reckingerbach auf rund 1800 m. Der Weg führt hoch über dem Goms durch Wälder, saftige Alpweiden und karge Felslandschaften. Der Gommer Höhenweg erhielt 2012 als erster Wanderweg der Schweiz das Wandersiegel Premiumweg des deutschen Wanderinstituts (deutsches Wanderinstitut e.V.).

## Gehzeiten
Der Weg ist über 27 km lang. Die reine Wanderzeit beträgt ca. 9 Stunden. Der Gommer Höhenweg kann auch in einzelnen Etappen marschiert werden. Aus allen Gemeinden des Goms ist der Gommer Höhenweg in 20 bis 30 Minuten erreichbar. Die Rückkehr zum Ausgangspunkt ist von jedem Dorf aus mit der Matterhorn-Gotthard-Bahn möglich.
Der Weg ist von Juni bis Oktober begehbar.

## Anforderungen
Einfache Wanderung auf gut markierten Wegen.

## Einkehrmöglichkeiten
- Walibach-Hütte, Biel VS
- Zum Alpenglück, Reckingen
- Galmihorn-Hütte, Münster VS

Weitere Restaurants befinden sich jeweils in den Talgemeinden. Abstieg ins Tal nötig.